# 紀元前245年
紀元前245年（きげんぜん245ねん）は、ローマ暦の年である。
当時は、「マルクス・ファビウス・ブテオとガイウス・アティリウス・ブルブスが共和政ローマ執政官に就任した年」として知られていた（もしくは、それほど使われてはいないが、ローマ建国紀元509年）。紀年法として西暦（キリスト紀元）がヨーロッパで広く普及した中世時代初期以降、この年は紀元前245年と表記されるのが一般的となった。

## 他の紀年法
- 干支 : 丙辰
- 日本
  - 皇紀416年
  - 孝霊天皇46年
- 中国
  - 秦 - 始皇2年
  - 楚 - 考烈王18年
  - 斉 - 斉王建20年
  - 燕 - 燕王喜10年
  - 趙 - 孝成王21年
  - 魏 - 安釐王32年
  - 韓 - 桓恵王28年
- 朝鮮 :
- ベトナム :
- 仏滅紀元 : 302年
- ユダヤ暦 :

## できごと

### エジプト
- プトレマイオス3世の率いるエジプト軍がバビロニアとスーサを支配下に置いた。
- 長い婚約期間の後、プトレマイオス3世はキュレネ王マガスの娘ベレニケ2世と結婚し、エジプトとキレナイカは再び和睦した。

### ギリシア
- 甥のアレクサンドロスの死後、アンティゴノス2世はその未亡人のニカエアを息子デメトリウス2世に嫁がせた。これにより、アンティゴノス2世は、アレクサンドロスの支配下で独立状態にあったコリントスを再び手に入れた。
- シキュオンのアラトス（英語版）が、アカイア同盟の将軍職に選ばれた。

### 中国
- 秦の麃公が兵を率いて巻を攻撃し、斬首3万人におよんだ。
- 趙が廉頗を仮の相国とし、魏を攻撃し、繁陽（現在の河北省内黄県）を奪った。趙の孝成王が死去し、子の悼襄王が即位すると、廉頗の代わりに武襄君楽乗を後任とした。廉頗は怒り、楽乗を攻撃して敗走させた。廉頗も魏の大梁に亡命した。

## 死去
- ロドスのアポローニオス:ギリシアの詩人、政治家（紀元前295年生）
- 孝成王:趙の王